# Ezequiel Agüero
Sergio Fabian Ezequiel Agüero (sinh ngày 7 tháng 4 năm 1994) là một cầu thủ bóng đá chuyên nghiệp hiện đang thi đấu ở vị trí tiền đạo cho câu lạc bộ Sri Pahang tại Giải vô địch bóng đá Malaysia. Sinh ra tại Chamical, Argentina, anh ta đại diện cho Malaysia trên đấu trường quốc tế. Anh ta còn được biết đến với biệt danh "Sergio Agüero Malaysia".

## Sự nghiệp thi đấu quốc tế
Anh ta được gọi lên đội tuyển Malaysia sau khi nhập quốc tịch nước này vào năm 2022.

## Bàn thắng quốc tế
Tỷ số và kết quả liệt kê bàn thắng đầu tiên của Malaysia, cột điểm cho biết điểm số sau mỗi bàn thắng của Agüero.
| #  | Thời gian            | Địa điểm                                                  | Đối thủ   | Ghi bàn | Kết quả | Giải đấu                             |
| -- | -------------------- | --------------------------------------------------------- | --------- | ------- | ------- | ------------------------------------ |
| 1. | 24 tháng 12 năm 2022 | Sân vận động Quốc gia Bukit Jalil, Kuala Lumpur, Malaysia | Lào       | 1–0     | 5–0     | Giải vô địch bóng đá Đông Nam Á 2022 |
| 2. | 3 tháng 1 năm 2023   | Sân vận động Quốc gia Bukit Jalil, Kuala Lumpur, Malaysia | Singapore | 4–1     | 4–1     | Giải vô địch bóng đá Đông Nam Á 2022 |